# Premi e riconoscimenti di Bruce Springsteen
Bruce Springsteen ha ottenuto nella sua carriera svariati premi e riconoscimenti tra i quali un Oscar alla migliore canzone, venti Grammy Award in varie categorie e un Tony Award speciale. Nel 2019 fu candidato all'Emmy Award come produttore e principale artista per lo speciale televisivo Springsteen on Broadway senza poi ottenere il premio. La vittoria avrebbe consentito al cantautore di essere annoverato tra coloro in grado di completare il cosiddetto EGOT, titolo informale con cui si indicano le persone che hanno ottenuto i quattro principali premi annuali dell'industria dello spettacolo statunitense.

## Premi
- Academy Award (Premio Oscar)
  - 1994 – Migliore canzone originale per Streets of Philadelphia[2]
  - 1996 – Candidatura alla migliore canzone originale per Dead Man Walkin'
- American Music Award
  - 1985 – Singolo pop/rock preferito per Dancing in the Dark[3]
  - 1986 – Artista maschile pop/rock preferito[3]
  - 1986 – Singolo pop/rock preferito per Born in the U.S.A.[3]
  - 1986 – Artista video maschile pop/rock preferito[4]

- Emmy Award
  - 2001 - 2 Emmy Award in sezioni tecniche per lo speciale televisivo Live in New York City trasmesso dal canale HBO. I premi furono assegnati a Thom Zimny in qualità di editor e ai tecnici delle luci. Live in New York City ottenne altre 7 nomination tra cui quella per la categoria del miglior programma di varietà, musicale o commedia (Outstanding Variety, Music or Comedy Special) allo stesso Springsteen in qualità di produttore.[5]
  - 2019 - Il premio Emmy per la miglior regia di un programma speciale di varietà (Outstanding Directing for a Variety Special) è stato assegnato al regista Thom Zimny per Springsteen on Broadway, speciale televisivo trasmesso dalla piattaforma di streaming Netflix. Springsteen in persona era canditato come produttore e artista per lo stesso programma nella categoria miglior programma speciale di varietà pre-registrato (Outstanding Variety Special (Pre-Recorded)), ma non ha vinto.[6]

- Grammy Award[7]
  - 1984 – Grammy Award per la canzone Dancing in the Dark, categoria maschile
  - 1987 – Grammy Award per la canzone Tunnel of Love, categoria solisti
  - 1994 – Grammy Award il brano Streets of Philadelphia, categoria miglior canzone per film
  - 1994 – Grammy Award per il brano Streets of Philadelphia, categoria miglior canzone rock
  - 1994 – Grammy Award per il brano Streets of Philadelphia, categoria miglior performance maschile
  - 1994 – Grammy Award per il brano Streets of Philadelphia, categoria miglior canzone dell'anno
  - 1996 – Grammy Award per l'album The Ghost of Tom Joad, categoria miglior album folk
  - 2002 – Grammy Award per l'album The Rising, categoria miglior album rock
  - 2002 – Grammy Award per il brano The Rising, categoria miglior canzone rock
  - 2002 – Grammy Award per il brano The Rising, categoria miglior performance maschile
  - 2003 – Grammy Award per il brano Disorder in the House, categoria miglior performance in duo o gruppo con Warren Zevon
  - 2004 – Grammy Award per il brano Code of Silence, categoria miglior performance maschile solisti
  - 2005 – Grammy Award per il brano Devils & Dust, categoria miglior performance maschile solisti
  - 2006 – Grammy Award per l'album We Shall Overcome: The Seeger Sessions, categoria miglior album folk tradizionale
  - 2006 – Grammy Award per Long Form Music Video: Wings for Wheels: The Making of Born to Run
  - 2007 – Grammy Award per il brano Radio Nowhere, categoria miglior canzone rock
  - 2007 – Grammy Award per il brano Radio Nowhere, categoria miglior performance rock maschile solista
  - 2007 – Grammy Award per il brano Once Upon A Time In The West contenuto nell'album We All Love Ennio Morricone, categoria miglior performance rock strumentale
  - 2008 – Grammy Award per il brano Girls in Their Summer Clothes, categoria miglior canzone rock
  - 2009 – Grammy Award per il brano Working on a Dream, categoria miglior performance rock maschile solista
  - Inoltre l'8 febbraio 2013 la National Academy of Recording Arts and Sciences ha insignito Springsteen del premio MusiCares Person of the Year.[8]

- Golden Globe[9]
  - 1994 – Miglior canzone originale per Streets of Philadelphia
  - 2009 – Miglior canzone originale per The Wrestler

- MTV Video Music Awards
  - 1985 - Miglior video di un artista maschile per I'm on Fire[10]
  - 1985 - Miglior esibizione sul palco in un video per Dancing in the Dark[10]
  - 1985 - Miglior video di un gruppo e miglior video scelto dal pubblico per We Are the World, come componente al supergruppo USA for Africa[10]
  - 1994 - Miglior video tratto da un film per Streets of Philadelphia[11]

- Tony Award
  - 2018 – Premio speciale per lo spettacolo teatrale Springsteen on Broadway[12]

## Altri riconoscimenti
- 1997 - Insignito del premio Polar Music Prize[13]
- 1999 - Inserito nella Rock and Roll Hall of Fame nella sezione Performers[14]
- 1999 - Inserito nella Songwriters Hall of Fame[15]
- 1999 - L'asteroide 23990 viene battezzato Springsteen in suo onore[16]
- 2012 - La rivista Rolling Stone ha assegnato il:

18º posto a Born to Run
86º posto a Born in the U.S.A.
133º posto a The Wild, the Innocent & the E Street Shuffle
150º posto a Darkness on the Edge of Town
226º posto a Nebraska
253º posto a The River
424º posto a The Rising
467º posto a Tunnel of Love
nell'aggiornamento della lista dei 500 migliori album di tutti i tempi originariamente stilata nel 2003
- 2011 - La rivista Rolling Stone ha assegnato il:

21º posto a Born to Run
86º posto a Thunder Road
280º posto a Born in the U.S.A.
nell'aggiornamento della lista delle 500 migliori canzoni di tutti i tempi originariamente stilata nel 2004
- Rolling Stone ha inoltre incluso Springsteen al 36º posto nella lista dei 100 migliori cantanti e al 23º posto nella lista dei 100 migliori artisti di tutti i tempi.
- 2012 - Conferimento della cittadinanza onoraria da parte della Città di Vico Equense[20]